# Pixeline Skolehjælp: Dansk 2 – Pixeline i bogstavjunglen
 Pixeline Skolehjælp: Dansk 2 – Pixeline i bogstavjunglen  er det femte spil i Pixeline Skolehjælp serien. Spillet er fra 2006 og er udgivet af Krea Media. 
Spillet starter med at Pixeline er styrtet ned med sit fly i bogstavsjunglen. En stjernekiggeren Alfabeticus vil gerne hjælpe med nye ting til flyveren, men før han vil hjælp, skal man indsamle alle skovens alfabetdyr. 
Det gøres i fire små minispil hvor Pixeline bl.a. skal gætte begyndelsebogstavet, eller gradbøje ordet, gætte bogstaver hos Lillebror Livingstone, tromme ordstavelser i den rigtige rækkefølge hos Bongo Bjørn, hakke bogstavsjuveler ud af klippestykker, og dernæst sætte dem sammen til et ord. 
Til sidst når man har samlet alle tingene til flyet, flyver Pixeline afsted.